# Nasenbluten
Nasenbluten est un groupe de techno hardcore australien, originaire de Newcastle, en Nouvelle-Galles du Sud. Le groupe est fondé au début des années 1990 par Mark Newlands, Aaron Lubinski et David Melo. Le nom de Nasenbluten provient du mot allemand signifiant Épistaxis, en référence à la phrase « nosebleed techno » utilisée pour décrire les variantes plus rapides et plus hard du genre.

## Biographie
À ses débuts, Nasenbluten produit de la musique par Amiga. Les membres se créent leur propres cassettes audio via leur label Dead Girl à la même période durant laquelle ils jouaient dans des clubs à Newcastle. Suivant la popularité modérée qu'a engendré les cassettes du label Dead Girl, ils signent au label Industrial Strength Records pendant la même période durant laquelle Mark Newlands crée le label Bloody Fist Records. Peu après leur premier LP, un EP de Bloody Fist est commercialisée par Industrial Strength avec deux musiques de Nasenbluten.
Nasenbluten a inspiré de nombreux autres producteurs dans leur région, ce qui a mené à l'émergence de la scène hardcore à Newcastle. Leurs productions composées de breakbeats, de samples audio ironiques et de gangsta rap influence la scène hardcore, plus particulièrement les artistes signés au label Bloody Fist. En 1996, Nasenbluten crée le single édition limitée intitulé Anna Wood sur disque microsillon au label Dead Girl, en guise de commentaire sur la panique morale médiatique entourant les raves après le décès de la jeune étudiante australienne Anna Wood. Son décès lié à l'extasy a entraîné un mauvais regard sur les raves en Australie. Ce single n'a jamais été commercialisé à proprement parler, mais distribué en 50 exemplaires par le groupe lui-même. Il a été distribué sur vinyle avec comme couverture une photo de la jeune lycéenne avec écrit I'm having the best night of my life! (« C'est la meilleure soirée de toute ma vie! ») et une photo du producteur néerlandais DJ Paul Elstak sur le verso de la couverture avec les mots I wanna see the rainbow high in the sky (« Je veux voir l'arc-en-ciel haut dans le ciel »), en référence à la scène happy hardcore associée à l'extasy,.

## Discographie

### Albums studio
- Transient Ischemic Attack
- You're Going to Die
- We've Got the Balls
- I'll Make them Pay
- N of Death
- 100% No Soul Guaranteed
- Dog Control

### EP
- The Nihilist
- Really Nasty Violent Sex
- Brick Shithouse
- Cheapcore
- Nightsoil
- Not as Good as 100% No Soul Guaranteed